# فیلبی
فیلبی (به انگلیسی: Filby) یک روستا و محله مدنی در بریتانیا است که در Great Yarmouth واقع شده‌است. فیلبی ۵٫۸۰ کیلومتر مربع مساحت و ۷۶۵ نفر جمعیت دارد.